# Waffenstudent
Waffenstudent ist die traditionelle Bezeichnung für das Mitglied einer Studentenverbindung, die zur Mensur mit studentischen Fechtwaffen steht.

## Entstehung des Begriffs
Die Tradition entwickelte sich im 18. Jahrhundert an deutschen Universitäten. Sie wurzelte im  Duellwesen, das im 19. Jahrhundert bei Offizieren, im Adel und im Bürgertum verbreitet war. Der Begriff ist heute nur in der Studentensprache gebräuchlich und wird auch unter Studentenverbindungen nicht einheitlich gebraucht und teilweise abgelehnt. Da das Fechten die Waffenstudenten verbindet, ist es bei einigen Korporationsverbänden üblich, andere Waffenstudenten als „Waffenbruder“ anzureden. Bei den Corps ist diese Anrede verpönt.
Viele Studentenverbindungen verlangten vor dem Zweiten Weltkrieg von ihren Mitgliedern keine Pflichtmensuren, gaben aber unbedingte Satisfaktion. Auch sie wurden zu den Waffenstudenten gezählt. Von 1941 bis 1944 war Würzburg die Hochburg des Waffenstudententums.

„Sind die Waffenstudenten wirklich die geringwertigere Minderheit gegenüber der Mehrzahl solcher vernünftiger junger Leute? Ich spreche natürlich nur von den gut geleiteten altbewährten studentischen Verbindungen, über die ein Urteil möglich ist, nicht von den zahlreichen sogenannten »Blasen«, die von einem Rudel ungehobelter Füchse, deren jeder gern selbst das große Wort führen möchte, anstatt sich selbst hobeln zu lassen, gegründet werden und nach vergeblichen Versuchen und bedauerlich viel Zeitaufwand wieder „auffliegen“ ... Wer als akademischer Lehrer mittendrin gestanden und das peinliche Amt des Examinators auf sich gehabt hat, der weiß, daß die hoffnungslosen und schiffbrüchigen Elemente sich nicht aus den Kreisen der Farbenverbindungsstudenten rekrutieren, sondern in der Regel aus den anderen, und zwar meist aus solchen Persönlichkeiten, denen der heilsame Zwang der Verbindungen lästig, und aus solchen, die wegen ihrer unverbesserlichen Zuchtlosigkeit aus den  Verbindungen entfernt werden mußten ... Die   alten Farbenverbindungen der verschiedenen Gruppen waren von Anfang an die Hüterinnen des spezifisch deutschen studentischen Tones, das ist ihr unleugbares und dauerndes Verdienst.“

## Bedeutung
Zu Beginn des Ersten Weltkriegs wollten die österreichischen Waffenstudenten in der Akademischen Legion (1914) gemeinsam für die alldeutsche Sache kämpfen.